# Visravas
En el marco de la mitología hindú, Viśravas
fue un poderoso riṣi,
hijo de Pulastya (o uno de los hijos directos de Brahmā y
padre de Kúbera, Rāvaṇa, Kumbha Karṇa y Vibhīṣaṇa).
- विश्रवस्, en escritura devanagari.
- Viśravas, en sistema IAST.

Meditador por excelencia, obtuvo grandes poderes mediante la tapasia (austeridad), lo que le dio fama y renombre entre sus compañeros rishis.
Uno de ellos, Bharadwaja, quedó tan impresionado con Viśrava que le ofreció a su hija Ilavida, en matrimonio.
Ilavida dio a Viśrava un hijo, Kúbera, dios de las riquezas y rey de Lanka.
Según el Vishṇú Puraṇá, la niña se llamaba Ilavilā, y era hija de Triṇa Bindu.
Las historias sobre los poderes yóguicos de Víshrava llegaron a oídos del asura Sumali y su mujer, Thataka, quienes estaban incrementando sus malignos poderes mediante alianzas matrimoniales con reyes y rishis.
Decidieron que su hija Kaikesi se casara con Víshrava y orquestaron un encuentro con el rishi.
Este se enamoró perdidamente de la bella Kaikesi y tuvo cuatro hijos con ella:
- Rāvaṇa (monstruoso Asura de 10 cabezas)
- Vibhishana (piadoso príncipe)
- Kumbha Karṇa (gigantesco monstruo antropófago)
- Sūrpanaka (horrenda hija mujer, a quien el piadoso Lakshmana cercenaría la nariz como broma).

Su hijo mayor Rāvaṇa derrocó a su medio hermano Kúbera como rey de Lanka y usurpó su trono.
Víshrava, tras presenciar el trato irrespetuoso de Ravana contra Kúbera, repudió a esta familia y volvió con su primera mujer Ilavida.
Rāvaṇa terminaría siendo el villano del texto épico Rāmāiaṇa.